# James Gandolfini
James Joseph Gandolfini Jr. (Westwood, 18 settembre 1961 – Roma, 19 giugno 2013) è stato un attore e produttore televisivo statunitense di origine italiana, noto soprattutto per il ruolo del boss Tony Soprano nella serie televisiva I Soprano (1999-2007).

## Biografia
James Gandolfini nacque a Westwood, nel New Jersey, il 18 settembre del 1961 in una modesta famiglia di origine italiana. Il padre, James Joseph Gandolfini Sr. (1920-2005), era un immigrato italiano originario di Tiedoli, frazione di Borgo Val di Taro (in provincia di Parma), giunto negli Stati Uniti da bambino, veterano della seconda guerra mondiale (fu decorato con la croce al valore Purple Heart) e impiegato dapprima come manovale e, in seguito, come bidello e custode presso la Paramus Catholic High School, mentre la madre, Santa Penna (1923-1997), era un'inserviente impiegata presso una mensa scolastica, nata negli Stati Uniti da genitori italiani originari di Napoli. Crebbe con due sorelle in un ambiente familiare ben radicato nella cultura di origine della famiglia, coi genitori che spesso e volentieri parlavano italiano a casa, ricevendo inoltre un'educazione cattolica.
Diplomatosi presso il Park Ridge High School nel 1979, dove militò nella locale squadra di football liceale e dove, più volte, si cimentò amatorialmente negli spettacoli teatrali organizzati dalla scuola, Gandolfini compì i propri studi universitari presso la Rutgers University, dove conseguì il B.A. in comunicazione nel 1983, mantenendosi al contempo come buttafuori per un pub del campus e come barista, e in seguito gestore, di un club a Manhattan. Risale proprio a questo periodo il suo avvicinamento alla recitazione quando, accompagnando l'amico Roger Bart a un corso di recitazione incentrato sulla Meisner Technique a New York, decise d'intraprendere seriamente lo studio della disciplina, formandosi, sotto la guida dell'insegnante Kathryn Gately, presso il Gately/Poole Acting Studio di Chicago.

### Carriera
Dopo aver esordito, nel 1987, con un piccolissimo ruolo nel film indipendente Shock! Shock! Shock!, e aver figurato in un minuscolo ruolo non accreditato ne L'ultimo boy scout di Tony Scott nel 1991, l'anno successivo prese parte a un film diretto da Sidney Lumet, Una estranea fra noi, in cui interpretò il ruolo secondario del mafioso italo-americano Tony Baldessari. La sua carriera cinematografica proseguirà prolifica nel corso degli anni novanta, spesso ricoprendo ruoli di secondo piano, come in Una vita al massimo, scritto dalla coppia Quentin Tarantino-Roger Avary e diretto da Tony Scott, dove interpretò il violento Virgil, scagnozzo al soldo del personaggio interpretato da Christopher Walken, e per cui l'attore dichiarò d'essersi ispirato a un suo amico impiegato proprio come sicario al soldo della mafia, oppure ne Il tocco del male, nel ruolo dell'ottuso e brusco collega della coppia di poliziotti interpretati da Denzel Washington e John Goodman, e ancora nel sentimentale Basta guardare il cielo, dove è un padre pericoloso, e nell'adrenalinico Perdita Durango, diretto da Álex de la Iglesia, questa volta nel ruolo del detective che insegue Rosie Perez e Javier Bardem. Nel 1997 entrò a far parte del cast del film televisivo La parola ai giurati, remake dell'omonimo film diretto da Sidney Lumet, per la regia di William Friedkin, e apparve, in un ruolo non accreditato, nel film di Clint Eastwood Mezzanotte nel giardino del bene e del male.
Fra i film più famosi a cui prese parte in questo decennio vanno citati Get Shorty, diretto da Barry Sonnenfeld e con John Travolta, Gene Hackman, Delroy Lindo e Danny DeVito, in cui per esigenze del ruolo ebbe a recitare con un marcato accento sudista, Allarme rosso (1995), diretto nuovamente da Tony Scott, Prove apparenti di Sidney Lumet e She's So Lovely - Così carina, per la regia di Nick Cassavetes. Dopo il grande successo riscosso dalla prima stagione de I Soprano, nel 1999, la sua carriera decollò definitivamente, e gli vennero assegnati ruoli sempre più di rilievo, come in The Mexican - Amore senza la sicura, diretto da Gore Verbinski, dove interpretò il dolce assassino omosessuale Winston Baldry, affiancando Julia Roberts e Brad Pitt, ne Il castello, dove fu il subdolo colonnello Winter, antagonista di Robert Redford, e in L'uomo che non c'era, pluripremiato dramma firmato dai fratelli Joel e Ethan Coen, dove ricoprì il ruolo del sanguigno Big Dave Brewster, capo e amante della moglie del protagonista Billy Bob Thornton. Successivamente interpretò il marito infedele di Susan Sarandon, protagonista di Romance & Cigarettes, diretto da John Turturro, e per la quarta volta affiancò John Travolta nel film Lonely Hearts.
Negli ultimi anni della sua vita, Gandolfini continuò a cimentarsi nei ruoli più disparati: nel 2009 ricoprì il ruolo del sindaco di New York nel thriller d'azione Pelham 123 - Ostaggi in metropolitana, remake del film Il colpo della metropolitana (Un ostaggio al minuto) (1974) di Joseph Sargent con Walter Matthau e Martin Balsam, in cui fu nuovamente diretto da Tony Scott e divise nuovamente la scena con Denzel Washington e John Travolta, nel 2010 interpretò Doug Riley nel film Welcome to the Rileys, nel 2011 comparve invece in un cameo nel film Molto forte, incredibilmente vicino e, nel 2012, interpretò il capo della CIA Leon Panetta in Zero Dark Thirty, diretto da Kathryn Bigelow, e Mickey in Cogan - Killing Them Softly, diretto da Andrew Dominik, presentato in concorso alla sessantacinquesima edizione del Festival di Cannes. Nel 2012 fu tra i produttori del film per la televisione diretto da Philip Kaufman Hemingway & Gellhorn, che gli fruttò l'ottava candidatura agli Emmy, la seconda come produttore esecutivo. The Incredible Burt Wonderstone, di Don Scardino, la commedia Non dico altro di Nicole Holofcener e il film TV Nicky Deuce di Jonathan A. Rosenbaum uscirono postumi. Il suo ultimo film fu Chi è senza colpa, diretto da Michael R. Roskam e uscito nel 2014, dopo la morte di Gandolfini.
Scelto da David Chase per il ruolo del boss del New Jersey, Gandolfini diede vita a un personaggio "tra i più complessi della storia della televisione" e la sua importanza nella realizzazione della serie lo portò a vedersi riconoscere un compenso che arrivò fino a un milione di dollari a puntata per l'ultima stagione della serie. Vincitore di un Golden Globe nel 2000 come migliore attore protagonista in una serie drammatica e candidato nella medesima categoria altre tre volte, 3 Emmy (per gli episodi The Happy Wanderer, nel 2000, per Amour Fou, nel 2001, per Whitecaps, nel 2003) su un totale di 6 candidature (le altre nel 1999 per Pilot, nel 2005 per Where's Jonny?, nel 2007 per The Second Coming), 3 SAG e svariati premi minori, Gandolfini legò per sempre la sua immagine a quella del corpulento, fragile e spietato capo della famiglia mafiosa del New Jersey.
Dichiarò comunque di aver sempre considerato il ruolo come di transizione nella sua carriera. Rispetto al personaggio televisivo, Gandolfini dichiarò inoltre di essere caratterialmente molto diverso (più vicino a un "Woody Allen di 118 chili"); è nota infatti la sua timidezza di fronte alle interviste e la sua modestia (è divenuto attore per "sbaglio"), caratteristiche totalmente diverse da quelle del boss mafioso che impersonava.

### Morte
Morì il 19 giugno 2013 a 51 anni a Roma, dove si trovava in vacanza in procinto di recarsi al Taormina Film Fest in Sicilia, per partecipare a un incontro con Gabriele Muccino. Il corpo fu trovato dal figlio tredicenne Michael nel bagno dell'albergo Boscolo Exedra Roma, in piazza della Repubblica, e venne portato al Policlinico Umberto I per l'autopsia.
Alla notizia del decesso la rete HBO (produttrice de I Soprano) così commentò: "Un'incommensurabile tristezza. Era un uomo speciale, un grande talento, che con il suo straordinario senso dell'umorismo, il suo calore e il suo rispetto, ha toccato molte persone". Tom Hardy e Noomi Rapace (i due erano nel cast di Chi è senza colpa insieme a Gandolfini) espressero anch'essi la loro tristezza, e Noomi Rapace (che è una fan della serie TV I Soprano di cui ha visto tutti gli episodi) rivelò di non essere riuscita a dire una parola a Gandolfini a causa del timore reverenziale che provava verso di lui; Tom Hardy invece affermò di aver imparato molto da Gandolfini oltre ad averne elogiato le doti attoriali e umane.
L'autopsia confermò un attacco di cuore. Rimpatriato il corpo di Gandolfini negli Stati Uniti, il funerale fu celebrato a New York nella Cattedrale di San Giovanni il Divino, per poi esser cremato. Alla cerimonia prese parte praticamente tutto il cast de I Soprano, compreso il creatore della serie David Chase. Nella sua elegia l'attore e amico Tony Sirico affermò che per lui la morte di Jimmy (come solevano chiamarlo gli amici) era come la perdita di un familiare.

## Vita privata
Fu un grande amico di Rudolph Giuliani. Ha avuto un figlio, Michael Gandolfini (1999), da un primo matrimonio con Marcy Wudarski, terminato con il divorzio nel dicembre 2002. Il 30 agosto 2007 si risposò nella sua abitazione di Honolulu, nelle Hawaii, con la modella Deborah Lin. La coppia ebbe una figlia, Liliana Ruth Gandolfini, nata nell'ottobre 2012.

## Filmografia

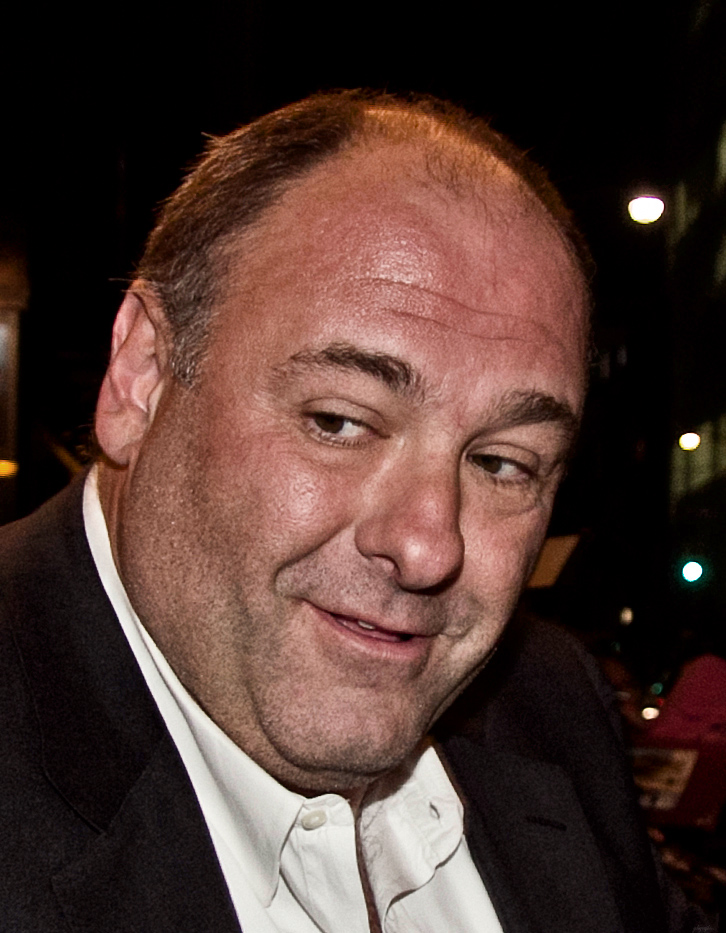
James Gandolfini al Toronto International Film Festival 2011

### Attore

#### Cinema
- Shock! Shock! Shock!, regia di Arn McConnell e Todd Rutt (1987)
- Una estranea fra noi (A Stranger Among Us), regia di Sidney Lumet (1992)
- Milionario per caso (Money for Nothing), regia di Ramón Menéndez (1993)
- Una vita al massimo (True Romance), regia di Tony Scott (1993)
- Mr. Wonderful, regia di Anthony Minghella (1993)
- Angie - Una donna tutta sola (Angie), regia di Martha Coolidge (1994)
- Terminal Velocity, regia di Deran Sarafian (1994)
- Le nouveau monde, regia di Alain Corneau (1995)
- Allarme rosso (Crimson Tide), regia di Tony Scott (1995)
- Italian Movie, regia di Roberto Monticello (1995)
- Get Shorty, regia di Barry Sonnenfeld (1995)
- Il giurato (The Juror), regia di Brian Gibson (1996)
- Prove apparenti (Night Falls on Manhattan), regia di Sidney Lumet (1997)
- She's So Lovely - Così carina (She's So Lovely), regia di Nick Cassavetes (1997)
- Perdita Durango, regia di Álex de la Iglesia (1997)
- Mezzanotte nel giardino del bene e del male (Midnight in the Garden of Good and Evil), regia di Clint Eastwood (1997) – non accreditato
- Il tocco del male (Fallen), regia di Gregory Hoblit (1998)
- Basta guardare il cielo (The Mighty), regia di Peter Chelsom (1998)
- A Civil Action, regia di Steven Zaillian (1998)
- 8mm - Delitto a luci rosse (8mm), regia di Joel Schumacher (1999)
- A Whole New Day, regia di William Garcia - cortometraggio (1999)
- The Mexican - Amore senza la sicura (The Mexican), regia di Gore Verbinski (2001)
- L'uomo che non c'era (The Man Who Wasn't There), regia di Joel Coen e Ethan Coen (2001)
- Il castello (The Last Castle), regia di Rod Lurie (2001)
- Natale in affitto (Surviving Christmas), regia di Mike Mitchell (2004)
- Romance & Cigarettes, regia di John Turturro (2005)
- Stories of Lost Souls, di registi vari (2005)
- Lonely Hearts (Lonely Hearts), regia di Todd Robinson (2006)
- Tutti gli uomini del re (All the King's Men), regia di Steven Zaillian (2006)
- Club Soda, regia di Paul Carafotes - cortometraggio (2006)
- In the Loop, regia di Armando Iannucci (2009)
- Pelham 123 - Ostaggi in metropolitana (The Taking of Pelham 123), regia di Tony Scott (2009)
- Welcome to the Rileys, regia di Jake Scott (2010)
- Mint Julep, regia di Kathy Fehl e Ian Teal (2010)
- Down the Shore, regia di Harold Guskin (2011)
- Violet & Daisy, regia di Geoffrey Fletcher (2011)
- Cogan - Killing Them Softly (Killing Them Softly), regia di Andrew Dominik (2012)
- Not Fade Away, regia di David Chase (2012)
- Zero Dark Thirty, regia di Kathryn Bigelow (2012)
- The Incredible Burt Wonderstone, regia di Don Scardino (2013)
- Non dico altro (Enough Said), regia di Nicole Holofcener (2013) - postumo
- Chi è senza colpa (The Drop), regia di Michaël R. Roskam (2014) - postumo

#### Televisione
- Gun – serie TV, episodio 1x03 (1997)
- La parola ai giurati (Twelve Angry Men), regia di William Friedkin – film TV (1997)
- I Soprano (The Sopranos) – serie TV, 86 episodi (1999-2007)
- Cinema Verite, regia di Shari Springer Berman e Robert Pulcini – film TV (2011)
- Nicky Deuce, regia di Jonathan A. Rosenbaum – film TV (2013)

### Doppiatore
- The Sopranos: Road to Respect - videogioco (2006)
- Nel paese delle creature selvagge (Where the Wild Things Are), regia di Spike Jonze (2009)

### Produttore esecutivo
- Alive Day Memories: Home from Iraq, regia di Jon Alpert e Ellen Goosenberg Kent – documentario (2007)
- Wartorn: 1861-2010, di registi vari – documentario (2010)
- Hemingway & Gellhorn, regia di Philip Kaufman – film TV (2012)
- The Night Of - Cos'è successo quella notte? (The Night Of) – serie TV, 8 episodi (2016)

## Riconoscimenti
- Golden Globe
  - 2000 – Miglior attore in una serie drammatica per I Soprano
  - 2001 – Candidatura al miglior attore in una serie drammatica per I Soprano
  - 2002 – Candidatura al miglior attore in una serie drammatica per I Soprano
  - 2003 – Candidatura al miglior attore in una serie drammatica per I Soprano
- Premio Emmy
  - 2000 – Miglior attore protagonista in una serie drammatica per I Soprano
  - 2001 – Miglior attore protagonista in una serie drammatica per I Soprano
  - 2003 – Miglior attore protagonista in una serie drammatica per I Soprano
  - 1999 – Candidatura al migliore attore protagonista per I Soprano
  - 2004 – Candidatura al migliore attore protagonista per I Soprano
  - 2007 – Candidatura al migliore attore protagonista per I Soprano
  - 2008 – Candidatura al miglior documentario per Alive day memories: Home from Iraq
  - 2012 – Candidatura alla miglior miniserie o film per la televisione per Hemingway & Gellhorn
- Screen Actors Guild Award
  - 1996 – Candidatura al miglior cast in un film commedia per Get Shorty
  - 1999 – Miglior attore protagonista in una serie drammatica per I Soprano
  - 1999 – Miglior cast in una serie drammatica per I Soprano
  - 2001 – Candidatura al miglior attore protagonista in una serie drammatica per I Soprano
  - 2002 – Miglior attore protagonista in una serie drammatica per I Soprano
  - 2004 – Candidatura al miglior attore protagonista in una serie drammatica per I Soprano
  - 2006 – Candidatura al miglior attore protagonista in una serie drammatica per I Soprano
  - 2007 – Miglior attore protagonista in una serie drammatica per I Soprano
  - 2007 – Miglior cast in una serie drammatica per I Soprano

## Doppiatori italiani
Nelle versioni in italiano delle opere in cui ha recitato, James Gandolfini è stato doppiato da:
- Stefano De Sando in Perdita Durango, I Soprano, Il castello, The Mexican - Amore senza sicura, L'uomo che non c'era, Natale in affitto, Romance & Cigarettes, Tutti gli uomini del re, Lonely Hearts, Pelham 123 - Ostaggi in metropolitana, Cinema Verite, Cogan - Killing Them Softly, Zero Dark Thirty, The Incredible Burt Wonderstone, Non dico altro, Chi è senza colpa
- Paolo Buglioni in Una vita al massimo, Angie - Una donna tutta sola, Allarme rosso
- Nino Prester in La parola ai giurati, 8mm - Delitto a luci rosse, Stories of Lost Souls
- Massimo Corvo in Prove apparenti, A Civil Action
- Tonino Accolla in Milionario per caso
- Oreste Rizzini in Terminal Velocity
- Wladimiro Grana in Mister Wonderful
- Maurizio Mattioli in Get Shorty
- Angelo Nicotra in Il giurato
- Diego Reggente in She's So Lovely - Così carina
- Alessandro Rossi in Il tocco del male
- Gianluca Tusco in Basta guardare il cielo
- Claudio Moneta in Nicky Deuce

Da doppiatore è sostituito da:
- Pierfrancesco Favino in Nel paese delle creature selvagge